# جامعة تونس
جامعة تونس هي الجامعة الأم في منظومة التعليم العالي بتونس وتوجد بتونس العاصمة، تحديدا في شارع 9 أفريل في قلب العاصمة التونسية بجانب كلية الاداب والانسانيات. وتؤَمِّن هذه الجامعة تدريس حوالي ستين اختصاصاً. ويوجد بها 8 مخابر و37 وحدة بحث.

## التأسيس
بُعثت الجامعة عام 1960 لتشمل المؤسسات العليا الموجودة. وفي عام 1988 قسمت إلى ثلاث جامعات: تونس الأولى وتونس الثانية وتونس الثالثة. وفي عام 2000 تحولت هذه الجامعات الثلاث إلى أربع جامعات من بينها جامعة تونس. ويبلغ مجموع طلبتها خلال السنة الدراسية 2007- 2008: 29767 من بينهم 17506 طالبة. أما عدد أساتذتها فقد بلغ عام 2006 - 2007: 1412.

## المؤسسات
تضم جامعة تونس حالياً 15 مؤسسة عليا من كليات ومعاهد عليا هي على التوالي:
- كلية العلوم الإنسانية والاجتماعية بتونس.
- دار المعلمين العليا
- المدرسة العليا للعلوم الاقتصادية والتجارية بتونس
- المدرسة العليا للعلوم والتقنيات بتونس
- المعهد التحضيري للدراسات الهندسية بتونس
- المعهد التحضيري للدراسات الأدبية والعلوم الإنسانية بتونس
- المعهد العالي للتصرف بتونس
- المعهد العالي للفنون الجميلة بتونس
- المعهد العالي للموسيقى بتونس
- المعهد العالي للفن المسرحي بتونس
- المعهد العالي للتربية والتكوين المستمر
- المعهد العالي لمهن التراث بتونس
- المعهد العالي للتنشيط الشبابي والثقافي
- المعهد العالي للدراسات التطبيقية في الإنسانيات بزغوان
- المعهد العالي للهندسة الرقمية[7]

بالإضافة إلى:
- المعهد الوطني للتراث الذي تشرف عليه وزارتا التعليم العالي والبحث العلمي ووزارة الثقافة.

سابقا:
- المعهد العالي للدراسات التطبيقية في الإنسانيات بتونس

## خريجوا الجامعة
- عبدالله تركماني
- قيس سعيد
- هند صبري

## وصلة خارجية
- الموقع الرسمي لجامعة تونس.